# Sinceny
Sinceny és un municipi francès situat al departament de l'Aisne i a la regió dels Alts de França. L'any 2007 tenia 2.151 habitants.

## Demografia

### Població
El 2007 la població de fet de Sinceny era de 2.151 persones. Hi havia 876 famílies de les quals 236 eren unipersonals (80 homes vivint sols i 156 dones vivint soles), 280 parelles sense fills, 308 parelles amb fills i 52 famílies monoparentals amb fills.
La població ha evolucionat segons el següent gràfic:
Habitants censats

### Habitatges
El 2007 hi havia 967 habitatges, 883 eren l'habitatge principal de la família, 15 eren segones residències i 69 estaven desocupats. 898 eren cases i 14 eren apartaments. Dels 883 habitatges principals, 706 estaven ocupats pels seus propietaris, 168 estaven llogats i ocupats pels llogaters i 9 estaven cedits a títol gratuït; 39 tenien una cambra, 19 en tenien dues, 128 en tenien tres, 287 en tenien quatre i 410 en tenien cinc o més. 591 habitatges disposaven pel capbaix d'una plaça de pàrquing. A 388 habitatges hi havia un automòbil i a 368 n'hi havia dos o més.

### Piràmide de població
La piràmide de població per edats i sexe el 2009 era:
| Homes | Edats   | Dones |
| ----- | ------- | ----- |
| 0     | 95 o +  | 0     |
| 4     | 90 a 94 | 16    |
| 12    | 85 a 89 | 24    |
| 16    | 80 a 84 | 8     |
| 48    | 75 a 79 | 36    |
| 56    | 70 a 74 | 68    |
| 68    | 65 a 69 | 68    |
| 68    | 60 a 64 | 76    |
| 40    | 55 a 59 | 36    |
| 84    | 50 a 54 | 76    |
| 92    | 45 a 49 | 96    |
| 52    | 40 a 44 | 44    |
| 84    | 35 a 39 | 96    |
| 64    | 30 a 34 | 68    |
| 40    | 25 a 29 | 52    |
| 80    | 20 a 24 | 44    |
| 84    | 15 a 19 | 52    |
| 80    | 10 a 14 | 64    |
| 88    | 5 a 9   | 64    |
| 76    | 0 a 4   | 32    |

## Economia
El 2007 la població en edat de treballar era de 1.356 persones, 938 eren actives i 418 eren inactives. De les 938 persones actives 838 estaven ocupades (460 homes i 378 dones) i 101 estaven aturades (45 homes i 56 dones). De les 418 persones inactives 165 estaven jubilades, 120 estaven estudiant i 133 estaven classificades com a «altres inactius».

### Ingressos
El 2009 a Sinceny hi havia 847 unitats fiscals que integraven 2.170,5 persones, la mediana anual d'ingressos fiscals per persona era de 17.412 €.

### Activitats econòmiques
Dels 49 establiments que hi havia el 2007, 2 eren d'empreses alimentàries, 1 d'una empresa de fabricació de material elèctric, 5 d'empreses de fabricació d'altres productes industrials, 10 d'empreses de construcció, 12 d'empreses de comerç i reparació d'automòbils, 4 d'empreses de transport, 5 d'empreses d'hostatgeria i restauració, 2 d'empreses immobiliàries, 1 d'una empresa de serveis, 3 d'entitats de l'administració pública i 4 d'empreses classificades com a «altres activitats de serveis».
Dels 18 establiments de servei als particulars que hi havia el 2009, 1 era una oficina de correu, 3 tallers de reparació d'automòbils i de material agrícola, 2 paletes, 1 guixaire pintor, 2 lampisteries, 2 electricistes, 4 perruqueries, 1 veterinari i 2 restaurants.
Dels 4 establiments comercials que hi havia el 2009, 1 era una botiga de menys de 120 m², 1 una fleca i 2 floristeries.
L'any 2000 a Sinceny hi havia 5 explotacions agrícoles.

## Equipaments sanitaris i escolars
L'únic equipament sanitari que hi havia el 2009 era una farmàcia.
El 2009 hi havia 1 escola maternal i 1 escola elemental.

## Poblacions més properes
El següent diagrama mostra les poblacions més properes.